# أوليفيا فيشتر
أوليفيا فيشتر (مواليد 15 سبتمبر 1995) هي لاعبة إسكواش أمريكية، تحتل حالياً المركز العاشر في التصنيف الدولي للإسكواش للسيدات.

## روابط خارجية
- أوليفيا فيشتر على موقع الاتحاد الدولي لمحترفي الاسكواش (مؤرشف) (الإنجليزية)
- أوليفيا فيشتر على موقع SquashInfo.com (الإنجليزية)